# Danza dei cavalieri

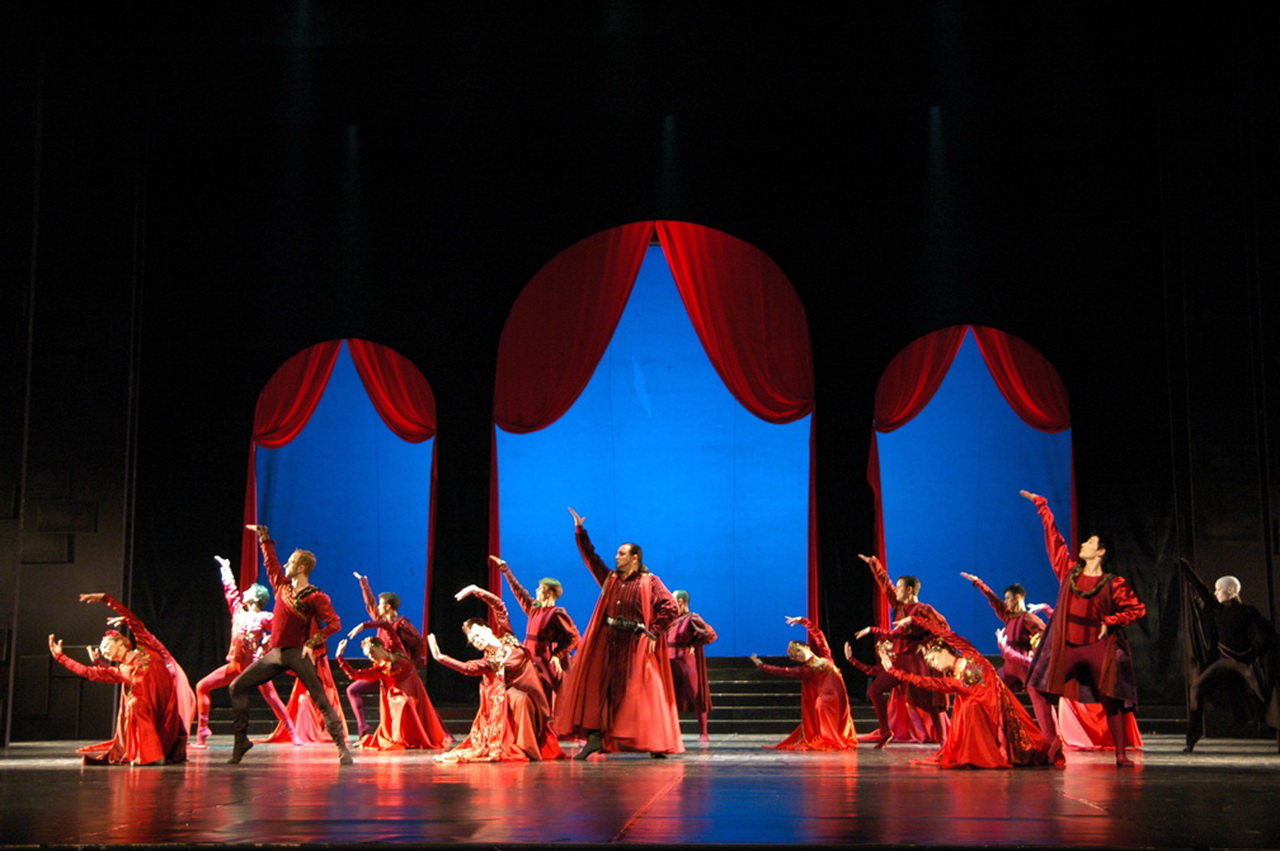
La danza dei cavalieri durante una rappresentazione del balletto.

La danza dei cavalieri (in russo Танец Рыцарей?, Tanec Rycarej), anche nota come Montecchi e Capuleti (in russo Монтекки и Капулетти?, Montekki i Kapuletti), è una celebre composizione di musica classica tratta dal balletto Romeo e Giulietta (opus 64, atto I, scena 13), composto nel 1935 da Sergej Sergeevič Prokof'ev. Il balletto è adattato dalla tragedia Romeo e Giulietta del 1582, scritta dal drammaturgo inglese William Shakespeare. Giulietta Capuleti e Romeo Montecchi si incontrano durante il ballo, innamorandosi perdutamente l'un l'altro.

## Storia

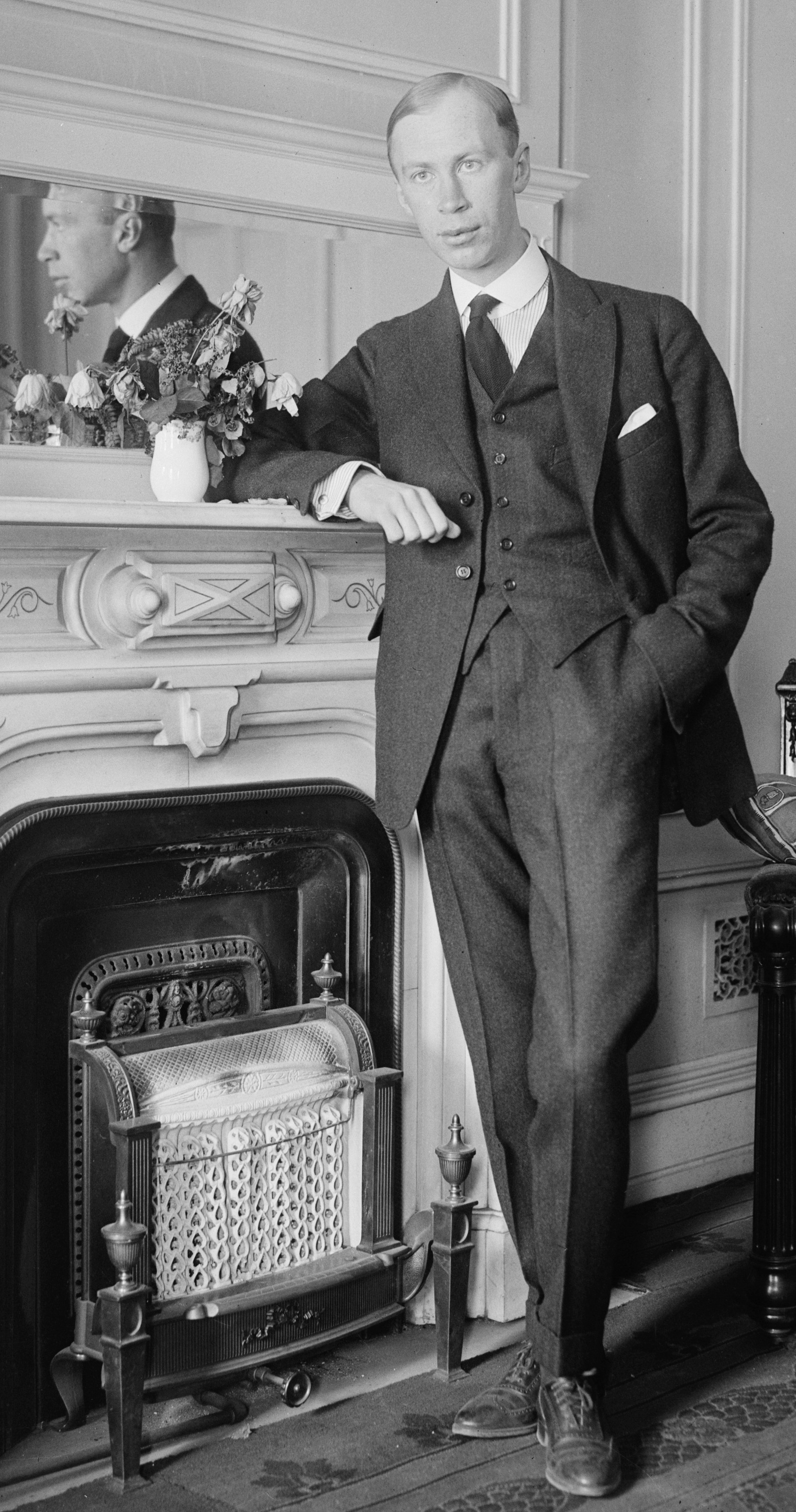
Sergej Prokof'ev nel 1918 circa.

L'opera allegorica prokofieviana alla quale appartiene questo brano venne commissionata nel 1934 dal teatro Kirov di Leningrado. Prokof'ev alla fine la compose per il teatro Bolscioi di Mosca. La prima avvenne con successo il 30 dicembre 1938 al teatro Mahen di Brno, in Cecoslovacchia, dopo molte modifiche all'opera originale (mancava poco al Capodanno del 1939, poco dopo l'annessione dei Sudeti da parte della Germania nazista).
La danza dei cavalieri avviene durante un grande ballo in maschera tenuto dalla famiglia Capuleti di Verona (la famiglia potente e imponente di Giulietta, appartenente alla nobiltà italiana, grande rivale storica della potente famiglia dei Montecchi). Corteggiata da vari ricchi e promessa sposa contro la sua volontà al conte Paride, Giulietta incontra Romeo a questo ballo (invitato segretamente dal suo amico Mercuzio). I due danzano insieme e si innamorano perdutamente, ma Tebaldo, il cugino di Giulietta, riconosce Romeo sotto il suo travestimento e lo sfida a duello.

## Musica
Gli ottoni e le percussioni dell'opera prokofieviana martellano ritmicamente un battito cardiaco metronomico, lento e potente, accompagnati dagli archi dell'orchestra sinfonica, il cui ambiente drammatico fa presagire le conseguenze terribili di questo amore proibito tra le due famiglie e i drammi che incomberanno ai pretendenti di Giulietta.

## Nella cultura di massa
Questo brano è divenuto molto celebre, a tal punto da essere adoperato in vari film, come Caligola di Tinto Brass (1979) e Rosso sangue di Leos Carax (1986), e nella pubblicità, come quella del profumo Égoïste di Chanel diretta da Jean-Paul Goude nel 1990.